# Continental Airlines

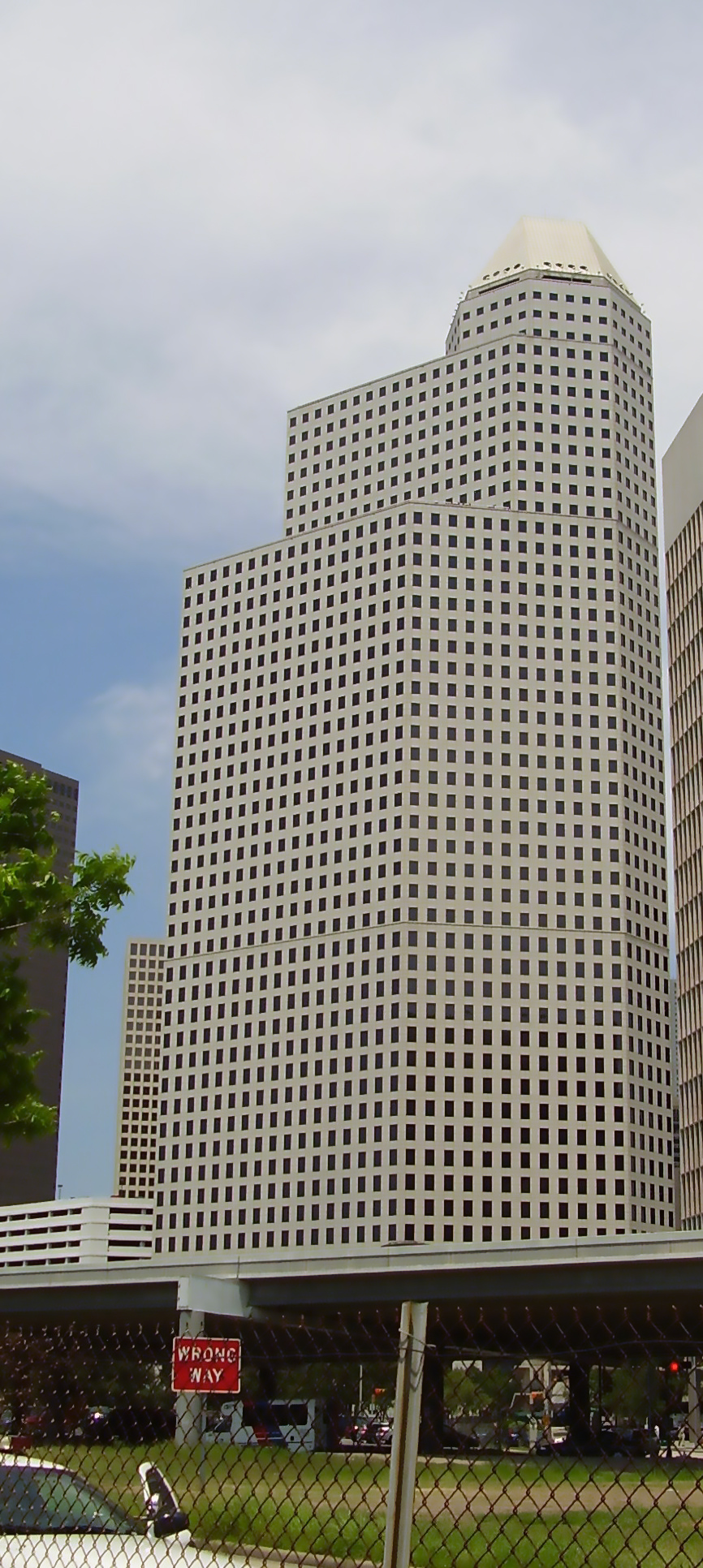
Continental Center I - Het hoofdkantoor van Continental Airlines

Continental Airlines was een Amerikaanse luchtvaartmaatschappij. Thuisbasis van Continental Airlines was de George Bush Intercontinental Airport in Houston. Continental hoorde bij de grootste luchtvaartmaatschappijen van de Verenigde Staten. Eind 2010 fuseerde Continental Airlines met United Airlines. Men opereert sindsdien onder de naam United Airlines.

## Activiteiten
Continental Airlines vloog vanuit haar hubs in Houston, Newark en Cleveland op diverse bestemmingen in Noord- en Zuid-Amerika, Europa en Azië. Continental Micronesia, een dochter van Continental, dekt het Pacifisch gebied rondom Hawaï en Azië vanaf haar hub in Guam. Continental Express, een apart bedrijf dat voor een deel in handen was van Continental, voert voornamelijk vluchten uit tussen hoofdsteden en regionale centra binnen de Verenigde Staten en enkele steden in Canada, Mexico en het Caraïbisch gebied.

## Geschiedenis
Continental werd aanvankelijk opgericht als Varney Speed Lines in El Paso, Texas. In 1937 werd Varney overgenomen door de ondernemer Robert Six, die het hoofdkwartier verplaatste naar Denver, Colorado en veranderde bovendien de naam in Continental Airlines.
Na de Tweede Wereldoorlog begon Continental aan de expansie van haar netwerk. In het begin bleef dit beperkt tot het zuiden van het land maar in 1957 kwam de eerste lijndienst tussen Chicago en Los Angeles. In 1958 nam Continental haar eerste Boeing 707 in ontvangst. In de jaren zestig vervoerde Continental soldaten van de Verenigde Staten naar Vietnam. In diezelfde tijd bleek dat er een potentiële markt lag in het gebied van de Grote Oceaan. Als gevolg daarvan werd Air Micronesia in het leven geroepen, tegenwoordig bekend als Continental Micronesia met een hub in Guam. In de jaren 70 bestelde Continental de Boeing 747 en de DC-10 ter verdere uitbreiding van het routenetwerk.
In 1982 ging het slecht met Continental. Het bedrijf kreeg een nieuwe hub in Houston en nieuwe routes naar Mexico, maar in 1983 ging Continental voor het eerst failliet en moest haar hub in Los Angeles afstaan. Twee jaar later kon Continental haar vluchten hervatten. In 1991 ging het opnieuw mis, nadat door de oorlog in Irak en Koeweit de olieprijs enorm was gestegen.
Vanaf 1993 werd mede door Air Canada miljoenen dollars in het bedrijf gepompt dat daarna weer op de been kwam. In 1995 stootte Continental haar hub in Denver af en ging over op een nieuwe vloot, die voortaan bestond uit Boeing-toestellen. Het ging een tijd goed met Continental. In 1998 kwam de eerste Boeing 777 die het mogelijk maakte om non-stop vluchten tussen Newark/Houston en Tokio te starten. Tussen 1 mei 2001 en 1 augustus 2003 had Continental de langste lijnvlucht ter wereld op haar naam staan. Een Boeing 777 vloog tussen Newark en Hongkong via de noordpool en was met ruim 16 uur de langste lijnvlucht in die tijd.
In 2004 stapte Continental in de SkyTeam-alliantie waarin de KLM en haar Amerikaanse partner Northwest Airlines al in zaten. Continental had destijds codeshares met onder andere KLM, Northwest Airlines en Delta Air Lines. Op 24 oktober 2009 verliet Continental SkyTeam en trad toe tot de Star Alliance-alliantie, in het ruimere kader van de samenwerking met United Airlines.

### Fusie met United Airlines
Op 3 mei 2010 kondigde Continental aan te gaan fuseren met United Airlines. Dit leidde tot het ontstaan van een van de grootste luchtvaartmaatschappijen ter wereld. Het logo en het kleurenschema zijn overgenomen van Continental en men opereert onder de naam United Airlines. De nieuwe maatschappij vervoert ruim 144 miljoen passagiers per jaar. Per 1 oktober 2010 is de fusie afgerond.

## Vloot
De vloot van Continental was eind 2010 gemiddeld 8,9 jaar oud en bestond uit de volgende toestellen:

| Toestel          | Totaal          | Passagiers (First*/Economy)                         |
| ---------------- | --------------- | --------------------------------------------------- |
| Boeing 737-300   | 48              | 124 (12/112)                                        |
| Boeing 737-500   | 63              | 114 (8/106)                                         |
| Boeing 737-700   | 36 (22 orders)  | 124 (12/112)                                        |
| Boeing 737-800   | 105 (15 orders) | 150 (18/132) 152 (20/132) 155 (14/141) 157 (16/141) |
| Boeing 737-900   | 12              | 167 (18/149)                                        |
| Boeing 737-900ER | (27 orders)     | 173 (20/153)                                        |
| Boeing 757-200   | 41              | 175 (16/159)                                        |
| Boeing 757-300   | 17              | 216 (24/192)                                        |
| Boeing 767-200ER | 10              | 174 (25/149)                                        |
| Boeing 767-400ER | 16              | 235 (35/200) 256 (20/236)                           |
| Boeing 777-200ER | 20              | 283 (48/235) 285 (50/235)                           |
| Boeing 787-8     | (8 orders)      |                                                     |
| Boeing 787-9     | (17 orders)     |                                                     |

Continental Express
- 75 Embraer ERJ 145XR
- 140 Embraer ERJ 145
- 30 Embraer ERJ 135